# Palcaraju
Il Palcaraju (6.274 m) (quechua Pallqarahu) è una delle maggiori montagne della Cordillera Blanca, in Perù, nel dipartimento di Ancash.

## Aspetto fisico
Situato nel massiccio montuoso chiamato Macizo del Chinchey, che occupa la parte centro-meridionale della Cordillera Blanca, il Palcaraju presenta tre distinte vette:
- Palcaraju Oeste (6.110 m)
- Palcaraju (6.274 m)
- Palcaraju Sur (5.900 m).

Il Palcaraju propriamente detto, chiamato da alcuni alpinisti Palcaraju Central, si presenta come una vetta piramidale al di sopra di un campo di neve inclinato, al centro rispetto alle altre due vette. Tra esso e il Tocllaraju si alza il Palcaraju Oeste, mentre il Palcaraju Sur è la cima che si erge tra il Palcaraju e il Pucaranra.

## Origine del nome
Il nome deriva dalle parole quechua pallqa (biforcazione) e rahu (montagna innevata). Il nome della montagna significa dunque “montagna con diverse cime”.

## Alpinismo
La montagna è stata salita la prima volta il 7 giugno 1939 dalla sua parete nord e infine attraverso la cresta nord-est dagli austro-tedeschi Walter Brecht, Siegfried Rohrer, Karl Schmid e Hans Schweizer durante la campagna di esplorazione del Deutscher und Österreichischer Alpenverein che si sarebbe conclusa di lì a pochi giorni con la tragica morte per una valanga di tre alpinisti, tra i quali gli stessi Schweizer e Rohrer. Il Palcaraju Sur fu teatro nel 1977 di un'importante impresa alpinistica solitaria da parte di Nicolas Jaeger; scendendo dal Pucaranra, l'alpinista francese arrivò al colle che divide le due montagne e da qui, attraverso la difficile cresta sud, raggiunse prima la vetta meridionale e poi la principale del Pucaraju.